# Sporting (Boa Vista)
Sporting is een Kaapverdische voetbalclub. De club speelt in het voetbalkampioenschap van Boa Vista (eilanddivisie), op Boa Vista, waarvan de kampioen deelneemt aan het Kaapverdisch voetbalkampioenschap, de eindronde om de landstitel.

## Erelijst
Voetbalkampioenschap van Boa Vista: 1
2010
11 Estrelas · Académica Operária · África Show · Desportivo · Juventude do Norte · Sal Rei · Sanjoanense · Sporting